# Колфилд, Уильям, 1-й виконт Чарлмонт
Уильям Колфилд, 1-й виконт Чарлмонт (англ. William Caulfeild, 1st Viscount Charlemont; ок. 1624 — апрель 1671) — ирландский политик и пэр.

## Происхождение
Родился около 1624 года в замке Донамон в графстве Роскоммон, Ирландия. Третий сын Уильяма Колфилда, 2-го барона Колфилда (1587—1640), и его жены Мэри Кинг (? — 1663), дочери сэра Джона Кинга и Кэтрин Друри .
Его два старших брата, Тоби Колфилд, 3-й барон Колфилд (1621—1642), и Роберт Колфилд, 4-й барон Колфилд (1622—1644), оба умерли, не оставив мужского потомства, и он унаследовал баронство после смерти последнего 1 января 1644 года.

## Карьера
Будучи первым ведущим парламентарием при Оливере Кромвеле, он захватил сэра Фелима О’Нила в 1653 году и казнил его за мятеж и убийство его брата Тоби и его семьи. В 1660 году лорд Колфилд изменил свою присягу и впоследствии поддержал короля Англии Карла II Стюарта, возглавив отряд кавалерии. После Английской Реставрации он занял свое место в Ирландской Палате лордов и стал членом Тайного совета Ирландии.
В 1661 году 5-й барон Колфилд, как его все еще называли, был назначен хранителем рукописей графства Арма и хранителем рукописей графства Тирон, занимая обе должности до своей смерти в 1671 году . В июле того же года он был награжден пожизненным губернаторством форта Чарлмонт. Но в 1674 году он продал эту должность обратно короне за 3500 фунтов стерлингов.
8 октября 1665 года ему был пожалован титул 1-го виконта Чарлмонта в графстве Арма (Пэрство Ирландии).

## Семья
В 1653 году лорд Колфилд женился на достопочтенной Саре Мур (? — ноябрь 1712), второй дочери Чарльза Мура, 2-го виконта Мура из Дроэды, и его жены Элис Лофтус. у супругов было четыре сына и три дочери:
- Генерал-майор Уильям Колфилд, 2-й виконт Чарлмонт (ок. 1655 — 21 июля 1726), преемник отца.
- Достопочтенный Тоби Колфилд (ок. 1656 — 28 июня 1718), полковник. Был женат на Ребекке Уолш, от брака с которой у него было трое детей.
- Достопочтенная Мэри Колфилд (ок. 1659 — 8 августа 1724), 1-й муж — Артур Диллон, 2-й муж с 1686 года Уильям Блейни, 6-й лорд Блейни (? — 1705)
- Достопочтенная Элис Колфилд (ок. 1660 — 7 августа 1731), 1-й муж — Джон Маргетсон, сын архиепископа Армы Джеймса Маргетсона, от брака с которым у неё была одна дочь; 2-й муж с 1694 года генерал-лейтенант Джордж Карпентер, 1-й барон Карпентер из Киллаги[5] , от брака с которым у неё было двое детей
- Подполковник Достопочтенный Джон Колфилд (1661—1707), член Палаты общин Ирландии[5], был женат на Сидни Сомервилл, от брака с которой у него было двое детей
- Достопочтенная Элизабет Колфилд (ок. 1663—1694), 1-й муж — Джон Чичестер, 2-й муж — Эдвард Уолкингтон.

Виконт Чарлмонт скончался в апреле 1671 года и был похоронен в соборе Святого Патрика в Арме 25 мая 1671 года. Ему наследовал его второй и старший выживший сын Уильям.